# Walterich
Walterich, auch Walderich (althochdeutsch für der reiche Gebieter, * 8. Jahrhundert; † 29. November 840 oder 29. November 842) war Benediktiner und gilt nachweislich als Mitbegründer und erster Abt des Benediktinerklosters Murrhardt.

## Leben und Wirken

### Herkunft
Walterich entstammte dem fränkischen Adelsgeschlecht der Waltriche, welche als illegitime Nachkommen Karl Martells in enger verwandtschaftliche Verbindung zu den Karolingern standen. Darüber hinaus gibt es Hinweise, dass Walterich selbst ein illegitimer Sohn Karls des Großen war – so nennen das St. Galler Verbrüderungsbuch einen Waltarih und auch das Verbrüderungsbuch des Klosters St. Peter in Salzburg einen Uualtrih unter den Söhnen des Kaisers. Über die Kindheit und Jugend Walterichs stehen keine Quellen zur Verfügung und auch das Geburtsjahr wie der Geburtsort sind unbekannt.

### Abt im Kloster Neustadt am Main
Nach dem Tod des Klostergründers „An der Neuen Statt“ Megingaud wurde Walterich 783 zum dritten Abt der Benediktinerabtei Neustadt am Main gewählt und im Beisein König Karls des Großen, der Neustadt seit 775 zum Zentrum der Sachsenmission ausgebaut hatte, in sein Amt eingesetzt. Bereits 796 wird Walterich urkundlich nicht mehr als Abt von Neustadt erwähnt. Gemeinhin sieht die Forschung den Grund dafür in einem tiefen Zerwürfnis zwischen Karl und Walterich über den Sachsenkrieg; dies hatte zur Folge, dass Walterich wohl als Abt abgesetzt wurde und zu Lebzeiten Karls keine höheren klerikalen Ämter mehr bekleidete. Bis zur Gründung des Klosters Murrhardt verliert sich seine geschichtliche Spur. Demgegenüber gibt es Grund zu der Annahme, dass die Absetzung Walterichs wegen seiner Beteiligung am Aufstand des ostfränkischen Grafen Hardrad gegen Karl den Großen erfolgte – die fehlende Erwähnung Walterichs in historischen Quellen in den Folgejahren ließe sich durch eine Verbannung in das Reichskloster Lérins (Lirinum) im Mittelmeer vor Cannes erklären.

### Neugründung des Klosters Murrhardt
Bereits vor der Gründung des eigentlichen Klosters Murrhardt bestand dort eine Mönchsklause oder Kloster, deren Ursprung in einer Schenkung Pippins des Jüngeren um 752/754 lag. Da die existierende Mönchsgemeinschaft offenkundig nicht mehr funktionsfähig war, bat Walterich im Jahr 814 den Sohn und Nachfolger Karls, Ludwig den Frommen um Erlaubnis, in Murrhardt ein Benediktinerkloster zu errichten; dem stimmte der Kaiser zu, stiftete ein Kloster und unterstützte die Gründung auch materiell, wie eine Urkunde Ludwigs von 817 belegt. Mit zwölf Mönchen, die vom Kloster Reichenau gekommen waren und dem von Ludwig bestimmten Abt Walterich nahm das Kloster Murrhardt im Jahr 816/817 seinen Betrieb auf.

### Unterstützung der Politik Ludwigs des Frommen und Tod
Walterich ist im Umkreis des Kaisers zusammen mit Zeitgenossen wie Hrabanus Maurus, Walahfrid Strabo und Benedikt von Aniane und somit der karolingischen Kirchenreform zu sehen. Durch die enge familiäre Verbindung mit dem Kaiser, vermutlich als Ludwigs Halbbruder, stand Walterich sicherlich im Brennpunkt der Politik seiner Zeit. Gesichert ist, dass Walterich die Beschlüsse der Aachener Synoden von 816 und 817 im Kloster Murrhardt in die Tat umsetzte; wahrscheinlich ist auch eine im Auftrag Ludwigs geführte Gesandtschaft zu Papst Stephan IV. zur Vorbereitung der Kaiserkrönung. Nach der Niederlage des Kaisers auf dem Colmarer Lügenfeld 833 gegen seine Söhne suchte Ludwig Zuflucht bei Walterich in Murrhardt – so besagt es eine Murrhardter Legende. Tatsächlich deckt sich der Reiseweg des Kaisers nach der Niederlage von Colmar mit der an Murrhardt vorbeiführenden alten Römerstraße durch das Murrtal und auch der Umstand, dass das Kloster Murrhardt nach dem Tod Kaiser Ludwigs (840) der Ort seiner Herzbestattung war, deuten darauf hin, dass Ludwig durchaus bei Walterich Zuflucht und Unterstützung fand. Nicht lange nach dem Ableben Ludwigs des Frommen verstarb Walterich an einem 29. November 840 oder 842 und wurde in der von ihm selbst gebauten Grabstätte im Kloster Murrhardt bestattet.

### Verehrung
Walterich wurde im späten Mittelalter bis heute als heilig verehrt. Kaiser Friedrich II. ließ um 1225 die Walterichkapelle an der Klosterkirche in Murrhardt erbauen. Auf Betreiben des Klostervogtes Graf Berthold von Wolfsölden wurde Walterich im Jahr 1226 seliggesprochen; bis heute ist Murrhardt an den Karfreitagen Pilgerziel. Kanonisiert, also heiliggesprochen, wurde „der wichtigste Murrhardter“ (Dr. Rolf Schweizer) zwar nie, dennoch spricht der Volksmund seit alters her von „Sankt Walterich“ und verehrte ihn auch als solchen. Die Tradition wurde nach der Reformation auch von den evangelischen Christen bis heute gepflegt. Ziel ist nicht nur das Grab Walterichs, das quasi als „Heiliges Grab“ angesehen wird, sondern auch der „Ölberg“, ein Schnitzaltar (Triptychon) von 1512.

## Sonstiges
- Walterichslegende, Gedichte von Justinus Kerner und Friedrich Wilhelm Schelling (Clara)
- Grab mehrfach geschichtlich benannt, 1963 in der St. Walterichskirche aufgefunden (Grabung Cichy)
- Er ist ein Patron der Gelähmten, Gebrechlichen und Geisteskranken (Ökumenisches Heiligenlexikon).
- Sein Grab wurde von einem großen römischen Grabstein bedeckt, der folgende Inschrift trug: Obiit Waltericus abbas huius monasterii – in tertia calend: decembris nostris temporibus – huius corpus hic iam est sepultus (Walterich starb als Abt dieses Klosters drei Tage vor dem 1. Dezember unserer Zeit – sein Leib ist hier schon zur Ruhe gebettet)